# 王世懋
王世懋（1536年—1588年），字敬美，號麟洲，又號損齋，或曰牆東生。直隸蘇州府太倉州（今江蘇太倉市）人。明朝政治人物。南京刑部尚書、史學家王世貞之弟。

## 生平
自幼好學，善於詩文，才氣亞於其兄。李攀龍、汪道昆輩稱為“少美”。《四庫全書總目提要》謂其“能不為黨同伐異之言”。嘉靖三十七年（1558年）舉戊午科順天府鄉試第四十三名，嘉靖三十八年（1559年）聯捷己未科三甲進士。歷任南京禮部主事，陝西、福建提學副使，官至南京太常寺少卿。嘉靖三十八年（1559年）其父王忬為嚴嵩所冤殺，兄弟二人相泣號慟，持喪而歸。
隆慶元年（1567年）王氏兄弟進京訟父冤，為其父平反。萬曆十六年（1588年）病卒。《明史》附其傳於王世貞傳後。

## 著作
王世懋幼時嗜讀《世說新語》，常能發前人未發之覆，他最早提出“世說學”之說。喬懋敬對於王世懋批注本《世說新語》，“亟相賞譽”，乃主持刊刻于豫章。著有《王儀部集》、《二酋委譚摘錄》、《名山遊記》、《奉常集詞》、《窺天外乘》、《藝圃擷餘》等。

## 事跡
王忬同年鄢懋卿，依附嚴嵩，參與構陷王忬，致其下獄身死。後來，鄢懋卿遣戍回籍。王世懋任江西巡撫時，與鄢懋卿絕不來往。鄢懋卿因此向人指責世懋「薄於世誼」。世懋大怒，致書江西縉紳，細數鄢懋卿之罪惡。

## 家族
曾祖王輅，贈通議大夫南京兵部右侍郎；祖父王倬，通議大夫南京兵部右侍郎；父王忬，總督軍務都察院右都御史兼兵部左侍郎。母郁氏（封安人）。

## 延伸阅读
[在维基数据编辑]
 在维基文库阅读此作者作品
 《國朝獻徵錄·卷之七十》，出自焦竑《國朝獻徵錄》
 《明史卷二百八十七》，出自《明史》